# Стефан Пай
Стефан Пай (фр. Stéphane Paille, 27 червня 1965, Сьйонзьє — 27 червня 2017, Ліон) — французький футболіст, що грав на позиції нападника, зокрема за «Сошо» та національну збірну Франції. По завершенні ігрової кар'єри — тренер
Французький футболіст 1988 року.

## Клубна кар'єра
У дорослому футболі дебютував 1982 року виступами за команду «Сошо», в якій провів сім сезонів, взявши участь у 191 матчі чемпіонату.  Більшість часу, проведеного у складі «Сошо», був основним гравцем команди. У складі «Сошо» був одним з головних бомбардирів команди, маючи середню результативність на рівні 0,35 гола за гру першості.
У 1989—1990 роках грав за «Монпельє» і «Бордо», після чого перебрався до Португалії, ставши гравцем «Порту», у складі якого за результатами свого єдиного сезону став володарем Суперкубка і Кубка країни.
Згодом у першій половині 1990-х років грав за «Кан», «Бордо», «Ліон», швейцарський «Серветт» та «Мюлуз», а завершував ігрову кар'єру у шотландському «Гартс», за який виступав протягом 1996—1997 років.

## Виступи за збірні
1988 року залучався до складу молодіжної збірної Франції.
1986 року дебютував в офіційних матчах у складі національної збірної Франції. Протягом наступних чотирьох років провів у її формі 8 матчів, забивши один гол.

## Кар'єра тренера
Розпочав тренерську кар'єру, повернувшись до футболу після невеликої перерви, 2002 року, очоливши тренерський штаб клубу «Безансон».
В подальшому тренував «Расінг» (Париж), «Анже», «Канн» та «Евіан», а також алжирський «ЖСМ Беджая».
Помер 27 червня 2017 року на 53-му році життя в Ліоні.

## Титули і досягнення

### Як гравця
- Володар Суперкубка Португалії (1):

«Порту»: 1990
- Володар Кубка Португалії (1):

«Порту»: 1990-1991

### Особисті
- Французький футболіст року

1988